# Erdei pityer
Az erdei pityer (Anthus trivialis) a madarak osztályának verébalakúak (Passeriformes)  rendjébe és a billegetőfélék (Motacillidae) családjába tartozó faj.

## Előfordulása
Csaknem egész Európában, továbbá Szibériában és Közép-Ázsiában költ. A telet Afrikában tölti.

## Alfajai
- Anthus trivialis haringtoni
- Anthus trivialis schueteri
- Anthus trivialis sibiricus
- Anthus trivialis trivialis

## Megjelenése
Testhossza 15 centiméter, szárnyafesztávolsága 25-27 centiméter, testtömege 18-29 gramm.
Alapszíne sötétbarna, hosszanti foltokkal pettyezett, tompa rozsdasárga foltokkal.

## Életmódja
Táplálékát főképpen a talajon, a fűben, avarban keresgéli. Majdnem kizárólag rovarevő.

## Szaporodása

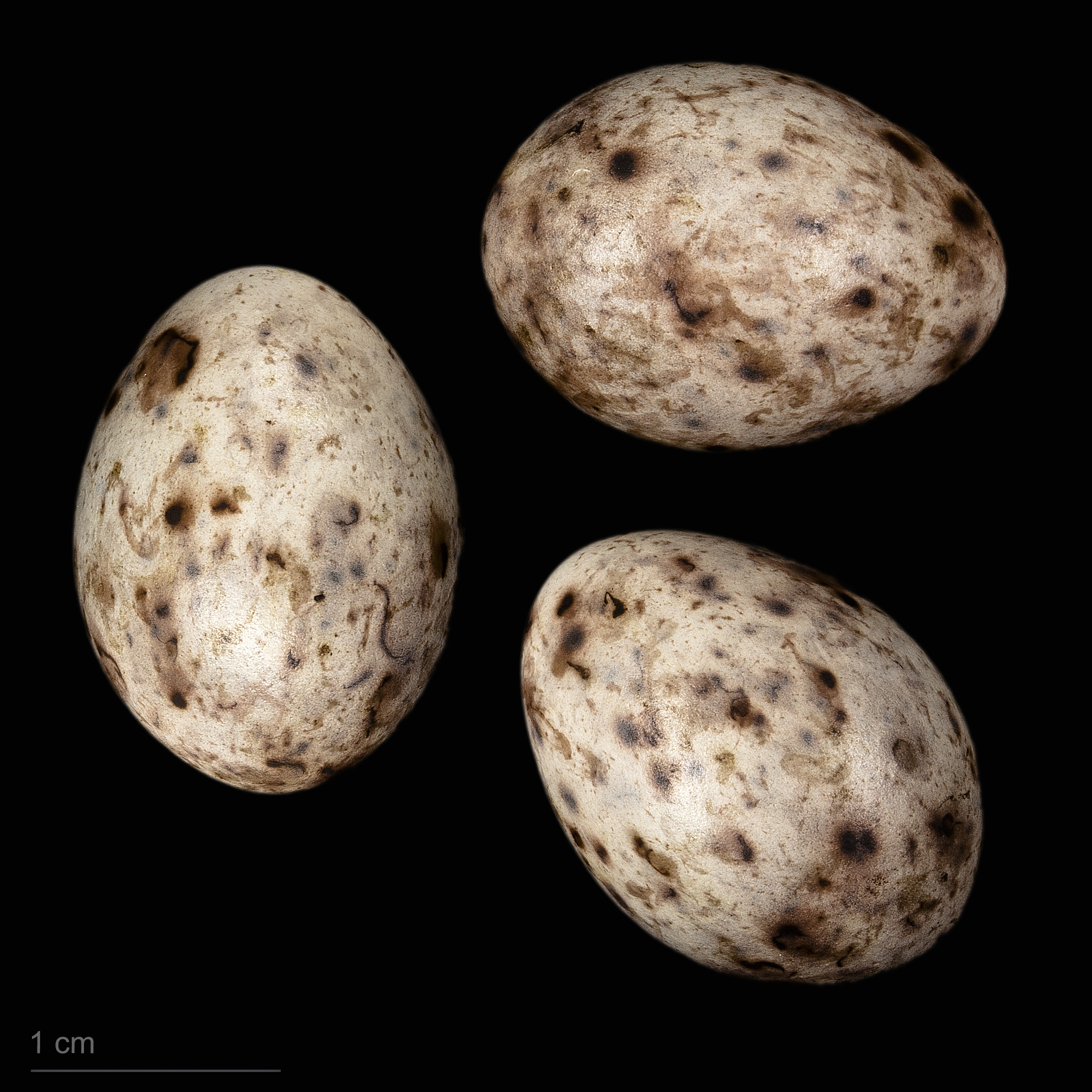
Anthus trivialis trivialis

Talajra készíti fészkét, melybe 4-8 tojást rak.

## Kárpát-medencei előfordulása
Magyarországon  rendszeres fészkelő.